# Chirita bimaculata
Chirita bimaculata är en tvåhjärtbladig växtart som beskrevs av D. Wood. Chirita bimaculata ingår i släktet Chirita och familjen Gesneriaceae. Inga underarter finns listade i Catalogue of Life.